# シャルル＝ジャン＝バティスト・ド・フルリオ (モルヴィル伯爵)

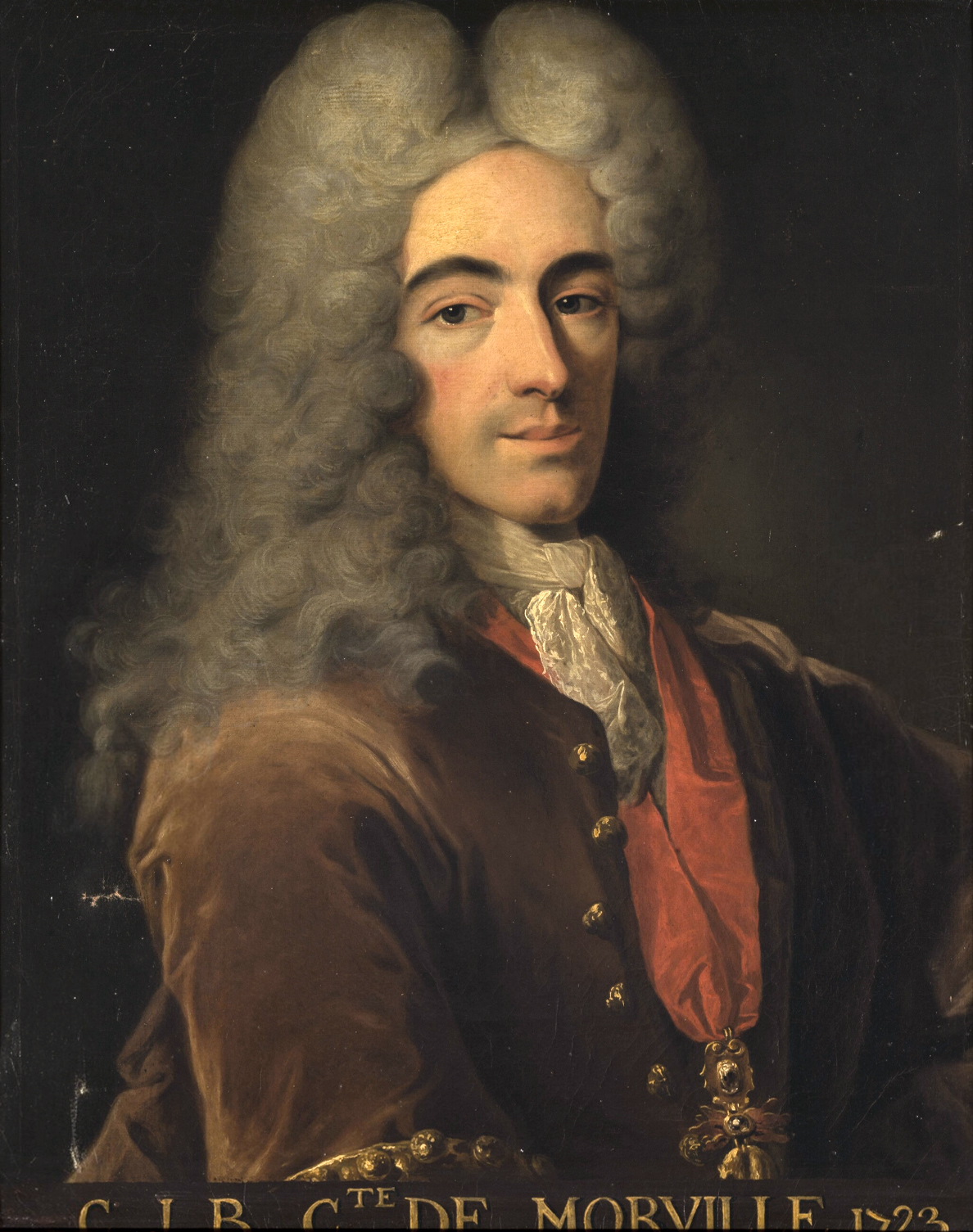
モルヴィル伯爵の肖像画、フランス歴史博物館所蔵。

モルヴィル伯爵シャルル＝ジャン＝バティスト・ド・フルリオ・ダルメノンヴィル（フランス語: Charles-Jean-Baptiste de Fleuriau d'Armenonville, comte de Morville、1686年10月30日 パリ - 1732年2月2日）は、フランス王国の政治家。
ジョゼフ・フルリオ・ダルメノンヴィルの息子として生まれ、1718年から1724年まで駐ネーデルラント連邦共和国大使を、1722年2月28日から1723年8月16日までフランス海軍大臣を務めた。
1723年、アカデミー・フランセーズに選出された。
1723年8月にギヨーム・デュボワ枢機卿が死去すると、摂政のオルレアン公フィリップ2世はモルヴィル伯爵にヴェルサイユでデュボワの文書を取得するよう命じ、その代償として1723年8月16日にモルヴィル伯爵をフランス外務大臣に任命した。モルヴィル伯爵は1727年8月19日まで外務大臣を務めた。